# شانگلو
شانگلو (به لاتین: Shangluo) یک شهر مرکزی در جمهوری خلق چین است که در شاآنشی واقع شده‌است. شانگلو ۱۹٬۵۸۷٫۳۱ کیلومتر مربع مساحت و ۲٬۳۴۱٬۷۴۲ نفر جمعیت دارد.